# Дом правительства Российской Федерации
Дом Прави́тельства Российской Федерации (в 1984—1992 годах — Дом Советов РСФСР, в 1992—1993 — Дом Советов РФ; в народе Белый дом) — административное здание в Москве на Краснопресненской набережной, в котором с 1994 года размещены помещения Правительства Российской Федерации.
Построено в 1972—1981 годах по проекту архитектора Дмитрия Чечулина для размещения Совмина РСФСР и Президиума Верховного Совета РСФСР. Во время августовского путча 1991 года здание стало центром сопротивления Государственному комитету по чрезвычайному положению (ГКЧП). Сооружение сильно пострадало во время политического конфликта в сентябре-октябре 1993 года и было реконструировано.

## История

### Строительство и использование

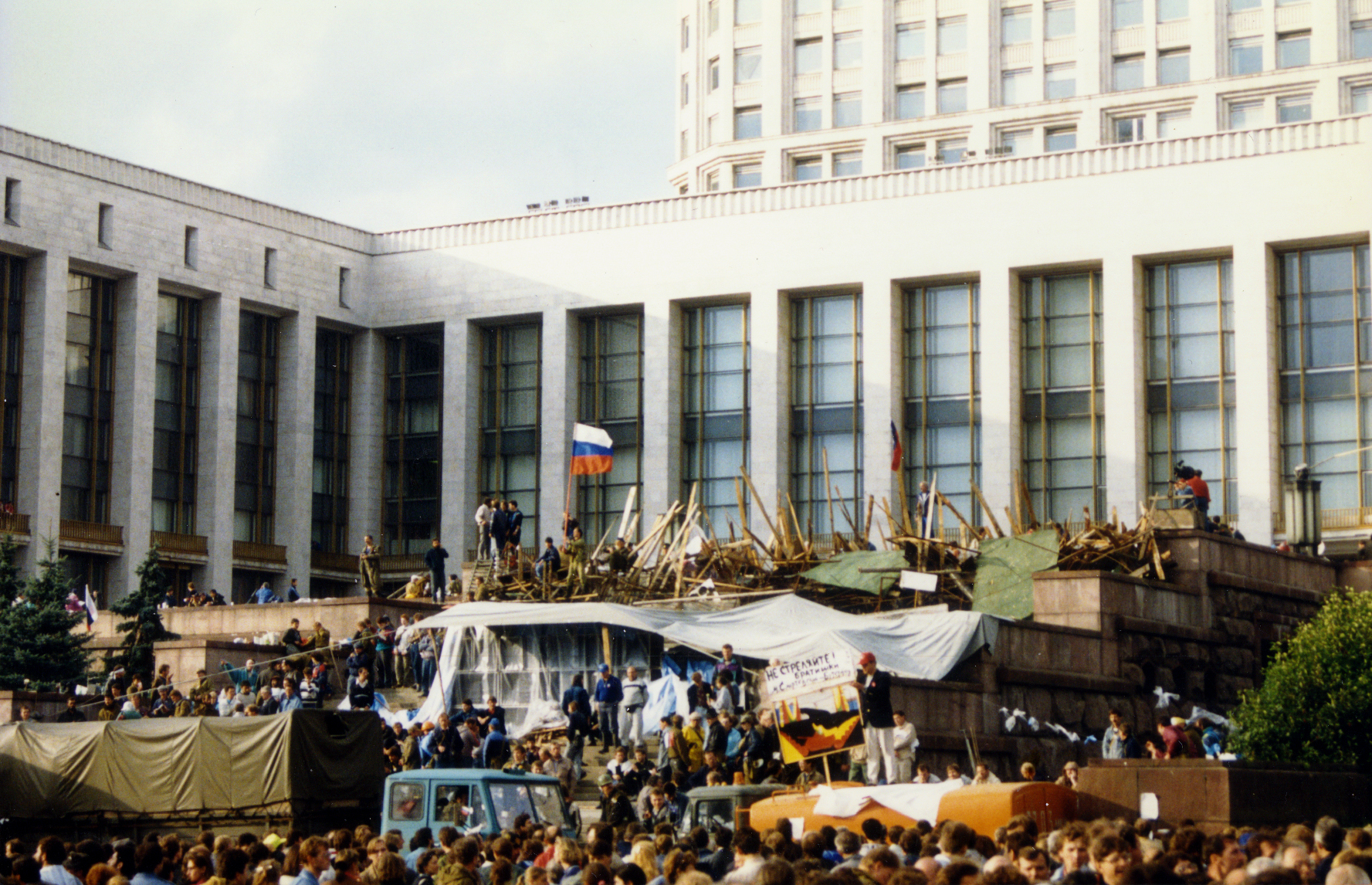
Митинг у стен Дома Советов, 1991 год

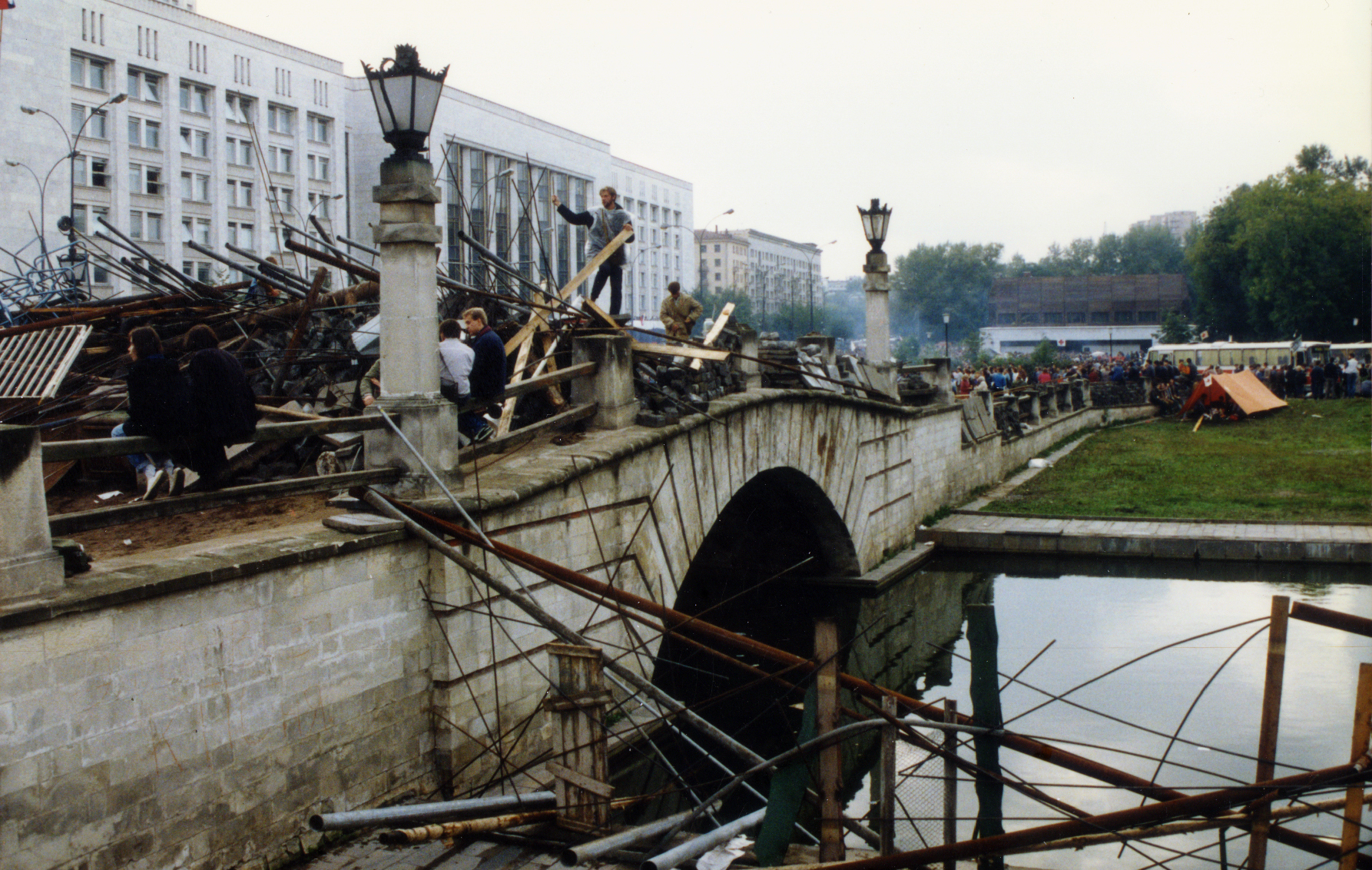
Баррикады у стен Дома Советов, 1991 год

Ранний этап строительства (1972)

В 1972-м для размещения административных органов РСФСР на этом месте началось строительство Дома Советов. План реконструкции территории подготовила группа архитекторов «Моспроект-1» под руководством Дмитрия Чечулина. В проекте принимали участие П. Штеллер, В. Лукьянов, В. Мазурин, А. Афанасьев, М. Арзрумцян, И. Чекалин, инженеры Н. Вишневский, Ю. Дыховичный, В. Филин, Б. Наумов, П. Симаков, В. Мастерков. Изначально Чечулин предлагал для строительства Таганскую площадь, возвышающуюся над значительной частью города. Участок на Краснопресненской набережной был неудобным из-за близлежащей застройки. Но из-за хорошего вида на высокий берег Москвы-реки и будущий Дом Советов выбрали именно это место.
Дом Советов стал первым многоэтажным зданием, в котором применили единообразный по форме сборный железобетонный каркас с монолитными ядрами жёсткости. Снаружи конструкцию облицевали индивидуальными керамзитобетонными панелями, которые предварительно отделали мрамором. Общая площадь объекта составила 732 тысячи м², а суммарная площадь офисных помещений — 132 тысячи м². В здании сконструировали сложную трёхуровневую систему подземных этажей, где расположили стоянку, бункер, вентиляционные камеры и холодильное оборудование. Строение оснастили отдельной канализацией и автономной системой энергоснабжения. Существует теория, что здание связано подземными переходами с тоннелями метро, но официальные источники не подтверждали и не опровергали данную информацию. По воспоминаниям одного из строителей, Феликса Михайловича Ашурова, при установке флагштока Дмитрий Чечулин распорядился укоротить его на три метра для более гармоничного сочетания пропорций. Но из-за возможных задержек рабочим приказали монтировать уже подготовленную штангу втайне от архитектора в выходные дни.
Работы завершили в 1981-м, их общая стоимость составила более 94 млн руб. После окончания проекта руководитель коллектива Дмитрий Чечулин, главные архитектор Виталий Мазурин и конструктор Юрий Дыховичный были награждены Ленинской премией. С 1981 года и до распада СССР здание занимали Совмин и Верховный Совет РСФСР.

### Роль в событиях 1991 и 1993 годов
Августовский путч
В августе 1991 года Дом Советов стал центром противостояния Государственному комитету по чрезвычайному положению. Оппозицию возглавлял президент России Борис Ельцин, в поддержку которого вокруг здания проводили масштабные митинги. В этот период Ельцин неоднократно выступал перед собравшимися, самой известной стала речь, произнесённая 19 августа с танка Таманской дивизии. На тот момент строение опоясывала живая цепь москвичей, поддерживавших президента. Вокруг здания выстраивали баррикады из подручных материалов: мусорных баков, заборов близлежащих парков, скамеек, спиленных деревьев. В эти дни протестующие расписали стены строения граффити на политическую тематику. К 20 августа у стен сооружения собралось около двухсот тысяч человек, среди которых общественные и политические деятели Руслан Хасбулатов, Иван Силаев, Александр Руцкой, Эдуард Шеварднадзе, Михаил Ходорковский, Мстислав Ростропович, Андрей Макаревич и другие.
Предположительно, из-за возможного количества жертв среди мирных граждан и военных штурм здания не состоялся. Позднее события, произошедшие у стен Дома Советов, получили определение «Августовский путч». Именно в этот период за строением закрепилось название «Белый дом», которое активно распространяли государственные СМИ. В 1992 году здание изобразили на реверсах памятных монет в честь «победы демократических сил» и годовщины государственного суверенитета России.
Силовой разгон Верховного Совета России

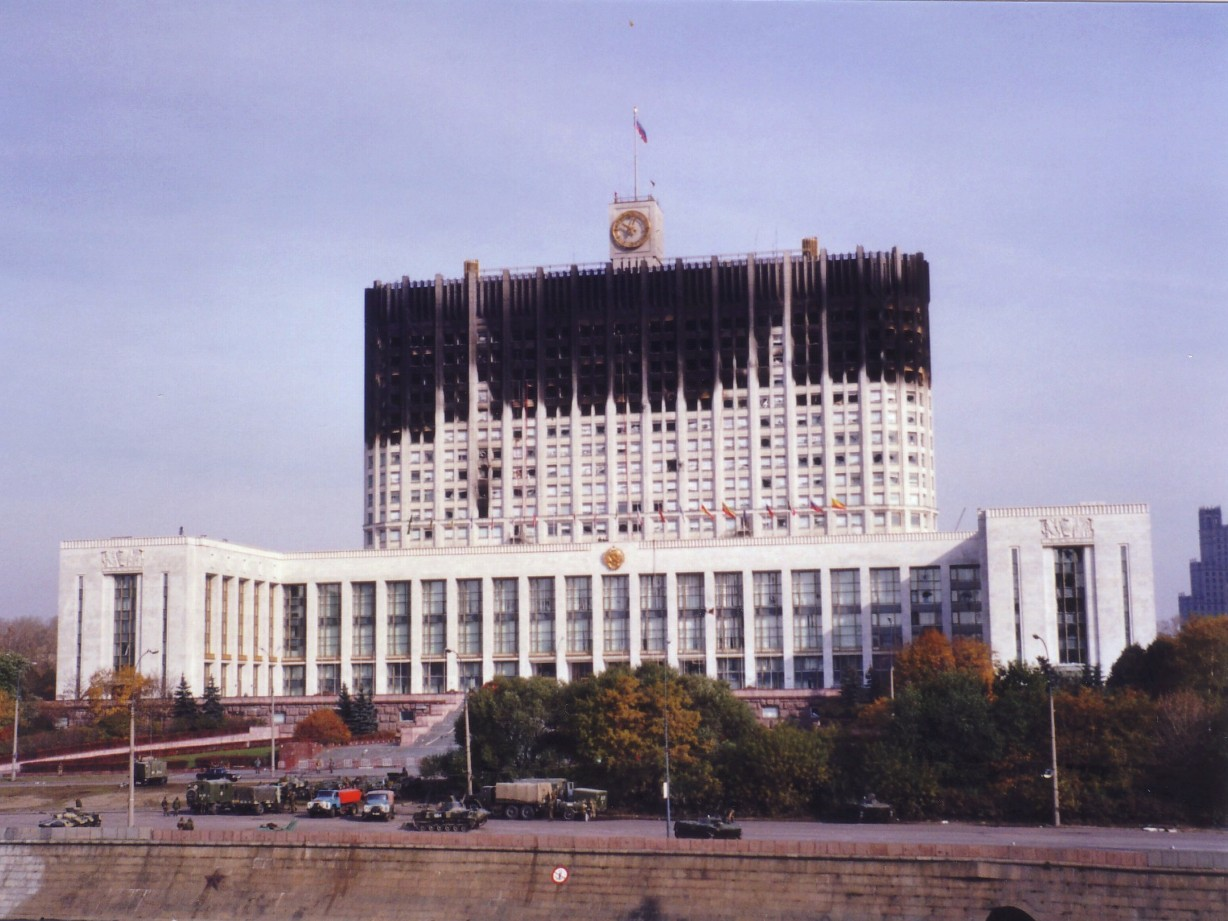
Обгоревший фасад Белого дома, 1993 год

После конституционного кризиса 1992—1993 годов Борис Ельцин издал указ № 1400 о роспуске Съезда народных депутатов и Верховного Совета. Дом Советов отключили от теле- и радиоэфира. Согласно заключению Конституционного суда, действия президента были неправомерны и противоречили действовавшей на тот момент Конституции России 1978 года. Была созвана экстренная сессия Верховного Совета, на которой среди прочего приняли решение о защите здания от возможной осады. События вызвали стихийный митинг у стен здания. В Доме Советов организовали защитные отряды из охраны, гражданских лиц, казачьих добровольческих формирований и отставных военных. Данные о хранившемся в здании оружии разнятся. С 23 сентября по 4 октября 1993 года в здании проходил X Съезд народных депутатов Российской Федерации, поскольку зал заседаний съездов — Большой Кремлёвский дворец был закрыт на ремонт. Съезд и Верховный Совет констатировали прекращение полномочий президента Бориса Ельцина с момента подписания указа № 1400 и их переход к вице-президенту Александру Руцкому.

В этот период в разных частях столицы проходили митинги, ставшие причиной вооружённых стычек, территорию вокруг здания признали особо опасной зоной. На заседании Генштаба Вооружённых сил Российской Федерации было принято решение о штурме Дома Советов, после чего президент Борис Ельцин подписал указ о привлечении в Москву войск Министерства обороны. В ходе захвата здания шесть танков Таманской дивизии, установленные на Калининском мосту, выпустили 12 снарядов по верхним этажам строения. Назначенный после штурма комендантом Дома Советов Аркадий Баскаев заявил, что пожар в здании Верховного Совета возник в результате обстрела из танков. Впоследствии бывший вице-президент России Александр Руцкой так описывал происшествие: 
Первый снаряд попал в зал заседаний, второй - в кабинет Хасбулатова, третий - в мой. Причем били фугасными снарядами, а не болванками, как утверждают сегодня. От болванок здание гореть не будет. Я сидел у себя в кабинете, когда снаряд прошил окно и взорвался в правом углу. К счастью, стол у меня стоял в левом. Выскочил оттуда очумевший. Что меня спасло - не знаю.
 Из-за обстрела на 12-м и 13-м этажах Белого дома началось возгорание. Огонь охватил всю верхнюю часть и уничтожил 30 % от общей площади строения, в дальнейшем ущерб был оценён в 170 миллиардов рублей. Обстановку в Белом доме после штурма описал корреспондент газеты «Коммерсантъ»: 

 По распоряжению коменданта Белого дома генерал-майора Аркадия Баскаева, на каждом этаже выставлена усиленная охрана из автоматчиков и бойцов спецназа МВД. Такая предосторожность отнюдь не излишня, так как в подвалах здания ВС до сих пор находятся вооружённые сторонники парламента. <…> В первые же минуты после штурма, как только затихли выстрелы и бойцы из спецназа пошли осматривать верхние этажи Белого дома, в холлы ринулись потоки мародеров.<…> Внутри здание парламента полностью разграблено. Унесено все что можно: телевизоры, телефоны, настольные лампы и даже сантехника.
Руслан Хасбулатов, ссылаясь на письма очевидцев в «Независимой газете», указывает, что всего было около 1500 жертв, тела которых вывезли из здания потайными ходами.

### Конец XX века и современность

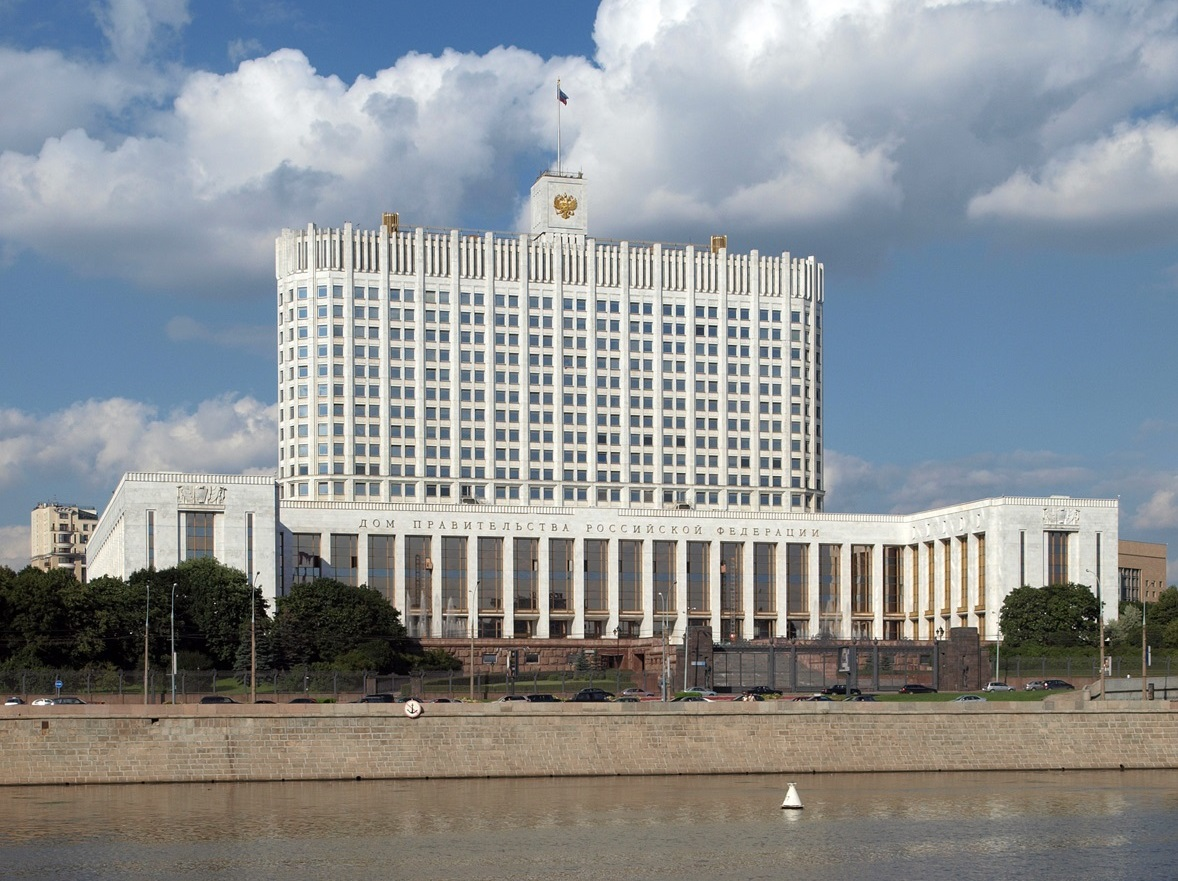
Фасад Дома Правительства после реконструкции, 2008 год

После событий согласно указу Бориса Ельцина здание передали в ведение Правительства Российской Федерации, под контролем которого проходила реконструкция дома. Американский архитектор Чарльз Дженкс предлагал реставраторам обозначить на фасаде обгоревшие этажи облицовкой чёрного гранита. Но от этой задумки отказались, воссоздав первоначальный облик комплекса. Согласно отдельным данным, ремонт на верхних этажах строения проводили турецкие рабочие. Во время реставрационных работ часы на башне главного фасада здания были восстановлены и вновь приведены в ход. Однако ко второй половине 1994 года были демонтированы, а на их месте установлено позолоченное изображение двуглавого орла. В этот же период здание огородили от набережной массивной оградой, мешающей проведению митингов у стен сооружения. Тем не менее протестующие продолжают собираться по соседству от Белого дома на Горбатом мосту. На территории Пресненского парка, расположенного неподалёку, в 1996 году открыли часовню в память о погибших в Доме Советов.
Восстановительные работы велись почти год, и в 1994-м отремонтированный комплекс заняло правительство Российской Федерации. На третьем этаже строения расположен один из кабинетов президента страны. По традиции в конце каждого года он проводит совещания с кабинетом министров в Доме Правительства, но рядовые встречи проходят в здании редко. В 2008 году происходила масштабная реконструкция пятого этажа сооружения. При этом в отдельных СМИ появилась информация о строительстве бассейна и тренажёрного зала, однако официальные источники не подтвердили эти сведения. Через год на двенадцатом этаже комплекса открылся частный ресторан. В 2012-м планировалось перевезти кабинеты чиновников на территорию нового федерального центра в Коммунарке, но эту задумку отложили на неопределённый срок. Через год рядом с Домом Правительства установили вертолётную площадку.
В сентябре 2020 года пресс-служба Правительства РФ сообщила, что «Белый дом» признан аварийным, на реконструкцию планируется направить более 5 млрд руб.

## Архитектура

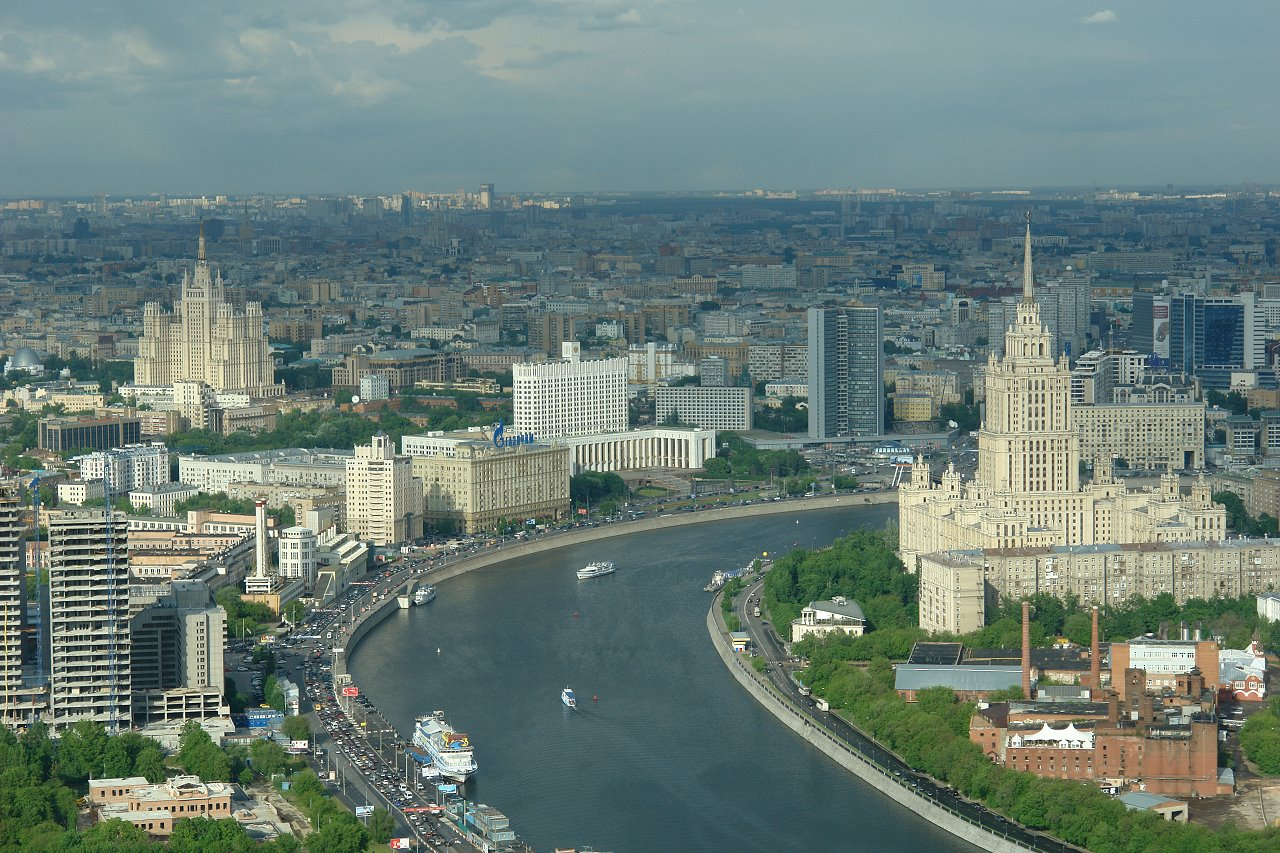
Панорама Краснопресненской набережной, в центре — Дом Правительства, 2008 год

При строительстве Белого дома Дмитрий Чечулин воспользовался своим нереализованным проектом главного здания «Аэрофлота» 1934 года. Первоначальную задумку разработали в честь спасения пассажиров затонувшего крейсера «Челюскин» советскими лётчиками. Сооружение должно было иметь упрощённые формы. Стилобат здания по габаритам был сходен с кораблём, его дополнили многочисленными скульптурными композициями. Главный вход подчёркивал портик, напоминающий триумфальную арку. Предполагалось, что здание сформирует новый облик площади Белорусского вокзала. Но строение не соответствовало участку по размерам и конфигурации, поэтому так и не было реализовано.
В 1965 году Дмитрий Чечулин разработал замысел будущего Дома Советов, который во многом основывался на неосуществлённом проекте здания «Аэрофлота». Тем не менее монументальный комплекс Белого дома отличается от первоначальной идеи архитектора. Упрощённая композиция здания имеет симметричную пирамидальную структуру, составленную из трёх частей. Мощное основание с расходящимися пандусами и парадной лестницей поддерживает широкий семиэтажный корпус с боковыми крыльями. Над ними возвышается двадцатиэтажный башнеобразный объём со скруглёнными краями. Строгий ритм окон нарушается на верхнем техническом этаже, где проёмы гораздо уже. Наружные стены сооружения облицованы гранитом и белым мрамором. Венчает здание небольшая башня с позолоченным гербом России и флагштоком, на котором закреплён государственный флаг. Высота сооружения с флагштоком составляет 119 метров, без него — 102 метра. Строение стало последним прижизненным проектом Дмитрия Чечулина и является уникальным объектом московской застройки, формирующим панораму набережной.
Помещения дома отделаны разноцветными каменными вставками из мрамора. Парадный актовый зал расположен в центральной части семиэтажного объёма и обращён окнами к Москве-реке. Всего в здании оборудовано 27 залов для встреч и приёмов.